# August Lindgren
August Ludvig Lindgren (Copenaghen, 1º agosto 1883 – Copenaghen, 1º giugno 1946) è stato un tuffatore e calciatore danese, di ruolo attaccante.

## Carriera

### Calcio
In carriera ha giocato nel B 93 e nel BK Olympia. Ha disputato i Giochi olimpici del 1908 e due anni prima aveva preso parte ai Giochi olimpici intermedi.

### Tuffi
Sempre ai Giochi intermedi di Atene 1906 ha disputato la gara di tuffi (piattaforma 10 m), classificandosi al 13º posto.

## Palmarès

### Calcio

#### Nazionale
- Oro olimpico: 1

Atene 1906
- Argento olimpico: 1

Londra 1908